# Gho
Pour les articles homonymes, voir GHO.

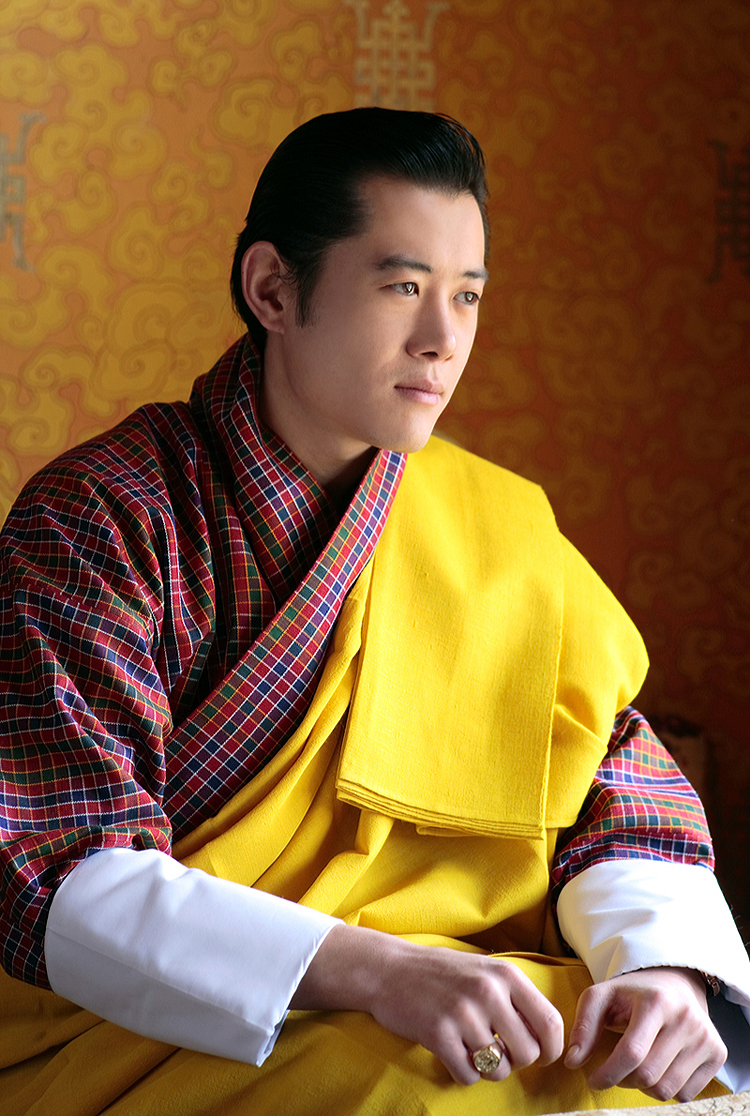
Jigme Khesar Namgyel Wangchuck, Druk Gyalpo du Bhoutan, portant un gho et un kabney de couleur safran royal

Le gho ou g'ô (dzongkha : བགོ་ bgo, prononcé : [ɡ̊hoː˨]) est la robe traditionnelle et nationale des hommes au Bhoutan. Introduit au XVIIe siècle par Ngawang Namgyal, premier Shabdrung, pour donner au peuple Ngalop une identité plus distinctive, il s'agit d'une robe descendant jusqu'aux genoux et nouée à la taille par une ceinture en tissu connue sous le nom de kera (dzongkha : སྐེད་རགས་ sked-rags),,. 
Sous le gho, les hommes portent un toego, une veste blanche aux longues poignets repliées. Lors d'occasions festives, il est porté avec un kabney.
Le gouvernement du Bhoutan exige que tous les hommes portent le gho s'ils travaillent dans un bureau gouvernemental ou une école. Les hommes sont également tenus de porter le gho lors d'occasions formelles. Dans sa forme moderne, la loi date de 1989, mais le code vestimentaire (Driglam Namzha) est beaucoup plus ancien.